# کارولین اسمیت
کارولین اسمیت (انگلیسی: Caroline Smith; ۲۱ ژوئیهٔ ۱۹۰۶ – ۱۰ نوامبر ۱۹۹۴) شیرجه‌رو اهل ایالات متحده آمریکا بود.